# Havasi varjú
A havasi varjú, más néven vöröscsőrű csóka (Pyrrhocorax pyrrhocorax) a madarak osztályának verébalakúak (Passeriformes) rendjébe és a varjúfélék (Corvidae) családjába tartozó faj. A havasi varjú egyike a Pyrrhocorax nemzetséget alkotó két madárfajnak. Nyolc alfaja hegyvidéki területeken, partvidéki sziklákon költ. Írország nyugati partvidékétől kezdve, Nagy-Britannián át, Európa déli részéig, valamint Észak- és Kelet-Afrikában, Közép-Ázsiában és India, Kína területén fészkel.
E madárfajnak fényes fekete színű tollazata van, hosszú, ívelt vörös színű csőre, vörös lábai és hangos hívójele. Lendületes, akrobatikus röptét széttárt szárnytollainak segítségével hajtja végre. A havasi varjak párjukkal maradnak életük végéig és fészkelőhelyükhöz is hűségesen ragaszkodnak, mely gyakran kisebb barlang, vagy sziklahasadék a meredek sziklafalakon. Ágakból, gallyakból épített fészkét gyapjúval béleli és a tojó három tojást tojik fészekaljanként. Gyakran csapatokba verődve táplálkozik a rövid füvű legelőkön, ahol többnyire gerincteleneket fogyaszt.
Ragadozó és élősködő életmódja ellenére a legfőbb veszélyt számára a mezőgazdasági területek megváltozott hasznosítása jelenti, mely az adott területeken népességének csökkenéséhez vezet, helyenként akár ki is pusztulhat emiatt, valamint élőhelye széttöredezetté vált már Európában, ugyanakkor globálisan nem veszélyeztetett madárfaj. A havasi varjút, melynek angol neve a csókából ered, korábban gyújtogatásokkal hozták kapcsolatba. Számos postai bélyegen szerepelt több országban, beleértve például Man-szigetét, ahol négy különböző bélyegen is feltűnt, valamint Gambiát, ahol e madárfaj sosem volt jelen.

## Elterjedése, élőhelye
Eurázsiában, Marokkóban és Etiópiában fészkel. A havasi varjú Írországban, Egyesült Királyság nyugati részén, Man-sziget-szigetén, Dél-Európában, a Földközi-tenger medencéjében, az Alpokban, valamint Közép-Ázsia hegyvidéki területein, Indiában és Kínában fészkel, valamint két elszigetelt csoportja az Etióp-magasföldön fészkel. Elterjedési területén mindenütt állandó lakó és nem vándorol.
Elsődlegesen a magashegységi területeken él, Észak-Afrikában 2000-2500 méteres tengerszint feletti magasságban található, míg a Himalája vidékén 2400-3000 méteres magasságban fészkel. Ez utóbbi hegyvidéken nyaranta eléri a 6000 méteres magasságot, ugyanakkor feljegyezték a Mount Everesten 7950 méteres magasságban is. Írországban, Nagy-Britanniában és Bretagne-ban tengerparti sziklafalak hasadékaiban költ. Táplálékát főleg a rövid füvű legelőkön gyűjti össze. Korábban jóval nagyobb területeken élt a partvidékek mentén, ám zsákmányállatainak élőhelye visszaszorult, így e madárfaj is eltűnt ezekről a vidékekről. A havasi csókáknál alacsonyabb tengerszint feletti magasságokban költ, amely madárfaj jobban alkalmazkodott a magaslati vidékeken való életmódhoz és táplálékhoz.
Magyarországon nagyon ritkán bukkan fel.

## Rendszertana
A havasi varjút először Carl von Linné írta le 1758-as munkájában Upupa pyrrhocorax néven. Jelenlegi nemzetségébe Marmaduke Tunstall angol ornitológus helyezte 1771-es  Ornithologia Britannica című művében. A nemzetség neve Pyrrhocorax a görög πυρρός  (pürrósz) azaz lángszínű szóból ered, míg a havasi varjú latin elnevezésének utótagja a görög κόραξ (korax), azaz holló szóból ered. A Pyrrhocorax nemzetség másik tagja a havasi csóka (Pyrrhocorax graculus). Legközelebbi rokonaik a varjúfélék (Corvus) között találhatóak, különösen annak alnemzetségébe, a Coloeus alnemzetségbe tartozó csókák  (Corvus monedula).
Az angol cough elnevezés eredetileg a csókák egyik szinonimájaként volt használatos, példának okáért a csóka latin neve a Corvus monedula alapszik ezen. A csókákhoz hasonló kinézetű vöröscsőrű havasi varjak korábban meglehetősen elterjedtek voltak Cornwallban, amely miatt közismertté váltak a Cornish cough néven, majd ez rövidült szimplán cough-ra. Az Ausztráliában honos szarkavarjú (Corcorax melanorhamphos) hasonló testfelépítése és életmódja ellenére csak távoli rokona a valódi varjúféléknek és a konvergens evolúció egyik remek példája.

### Alfajai
A havasi varjaknak nyolc alfaja létezik, melyek csak nagyon kis mértékben térnek el egymástól.
- A P. p. pyrrhocorax a névadó alfaj, mely egyben a legkisebb az alfajok között. A Brit-szigeteken őshonos, ahol visszaszorult az Ír-szigetre, Man-szigetére, valamint Wales és Skócia nyugati részeire. Ugyanakkor 50 év után ismét terjeszkedni kezdett Cornwallban, ahonnét öt évtizeden keresztül teljesen hiányzott állománya.[11]
- A P. p. erythropthalmus alfaját Louis Jean Pierre Vieillot írta le először 1817-ben Coracia erythrorhamphos binominális néven.[12] Ezen alfaj a havasi varjú kontinentális elterjedési területein jellemző Európában, Görögországot kivéve. Nagyobb és valamivel zöldesebb színezetű tollazata van, mint a névadó alfajnak.[10]
- A P. p. barbarus alfajt 1954-ben Charles Vaurie írta le jelenlegi binominális nevén. Ez az alfaj Észak-Afrikában, a Kanári-szigeteken és ezen belül is La Palma szigetén honos. A P. p. erythropthalmus alfajhoz viszonyítva nagyobb testalkatú, hosszabb farktollai és szárnyai vannak és tollazatának zöldesebb fénye van. Mind abszolút, mind relatív értelemben véve ez a leghosszabb csőrű alfaj mind közül.[13]
- A P. p. baileyi alfajt 1955-ben írta le jelenlegi binominális nevén Austin Loomer Rand kanadai zoológus és Charles Vaurie francia születésű, amerikai ornitológus.[14] Ez a halványabb színezetű tollazattal rendelkező alfaj Etiópiában él, ahol két egymástól elkülönülő területen honos. Vélhetően a két különböző elterjedési területen élő állománya külön alfajt alkot.[10]
- A P. p. docilis alfajt 1774-ben írta le Johann Friedrich Gmelin német természettudós Corvus docilis néven.[15] Fészkelőterülete Görögországtól Afganisztánig terjed. Ezen alfaj nagyobb, mint az Afrikában élő alfajok, viszont rövidebb csőre van és tollazata nagyon zöldes és egy kissé fényes.[10]
- A P. p. himalayanus alfajt 1862-ben írta le John Gould angol ornitológus Fregilus himalayanus binominális néven.[16] Ezen alfaj élőhelye a Himalájától kezdve Kína nyugati részéig terjed, melyet nyugati részein megoszt a P. p. docilis alfajjal. Nagyobb testű alfaj, hosszú farktollai vannak és tollazata kékes-lilás fényű.[10]
- A P. p. centralis alfajt 1928-ban írta le Erwin Stresemann német természettudós jelenlegi nevén.[17] Ezen alfaj Ázsia középső vidékein fészkel. Kisebb és kevésbé kékes színű tollazata van, mint a P. p. himalayanus alfajnak.[13]
- A P. p. brachypus alfajt 1871-ben írta le először Robert Swinhoe angol biológus Fregilus graculus var. brachypus binominális néven.[18] Kína középső és északi részein, valamint Mongóliában és Szibéria déli részén fészkel. A P. p. centralis alfajhoz hasonló, ám csőre gyengébb annál.[10]

A legutóbbi jégkorszak idején élt Európában egy korábban élt alfaja, a P. p. primigenius, melyet 1875-ben írt le Alphonse Milne-Edwards francia természettudós, miután megtalálták Franciaország déli részén e madarak maradványait.

## Megjelenése
|  |  |

A névadó faj,  P. p. pyrrhocorax kifejlett példányai 39–40 cm hosszúak, 73-90 centiméteres szárnyfesztávolságuk van, átlagosan 310 gramm testtömegűek. Bársonyos fekete színű a tollazatuk a zöldes fényű testükön és hosszú, ívelt, vörös színű csőrük, valamint vörös lábaik vannak. A hímek és a tojók hasonló megjelenésűek (bár lehetnek eltérések lábaik erősségében és csőrük szélességében). A fiataloknak narancssárga színezetű csőre van, rózsaszínes színű lábaik egészen az első őszig és tollazatuk kevésbé fényes.
A havasi varjakat kis valószínűséggel lehet összetéveszteni más madárfajokkal. Bár csókákkal és a havasi csókákkal osztják meg élőhelyük egy részét, a csókák kisebbek a havasi varjaknál és kevésbé fényes, szürkés tollazatuk van, míg a havasi csókának rövid, sárga színű csőre van. Repülés közben a havasi varjakat meg lehet különböztetni a havasi csókáktól, mivel ez utóbbiaknak kevésbé szögletes szárnyaik és hosszabb, kevésbé négyszögletű farkuk van.
A havasi varjak jellegzetes csí-ó hívójelei hasonlóak a csókák hangjához, ugyanakkor nagyon is eltér a havasi csókák hangjelzéseitől. A havasi varjak kisebb testméretű alfajainak magasabb frekvenciájú hívójelei vannak, mint nagyobb társaiknak.

## Életmódja

### Táplálkozása

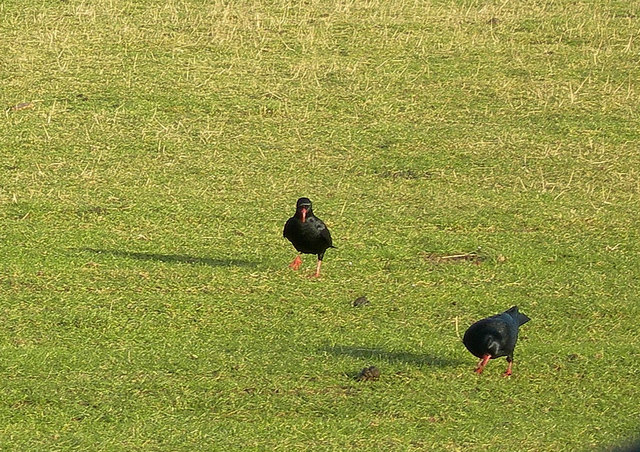
Fűben táplálkozó varjak

A havasi varjak nagyrészt rovarokat, pókokat és egyéb gerinctelen állatokat fogyasztanak, melyet a földről, fűből szedegetnek össze, valamint hangyákat is fogyasztanak, amely szintén jelentős részt tesz ki táplálékforrásaik között. Közép-ázsiai alfaja, a P. p. centralis gyakran háziállatok hátán kutat azok élősködői után. Bár a gerinctelen állatfajok képezik táplálékának jelentős részét, ugyanakkor előfordul, hogy lehullott magvakat fogyaszt, mint például a Himalája vidékén, ahol árpát fogyaszt, melyhez a megérett kalászok megbontásával jut hozzá. A havasi varjak a Himalája vidékén telente nagy csapatokba verődnek.
Táplálkozásuk során előnyben részesítik azon területeket, melyet a legelő állatok, mint például nyulak, vagy juhok lelegeltek, amelyek kiterjedése jelentősen hozzájárul e madárfaj költési sikeréhez. A táplálkozásuk szempontjából megfelelő területek nagysága megnőhet a tengerpartok közelében a kicsapódó só miatt, vagy a gyenge tápanyagú talajok területének növekedésével. Hosszú, ívelt csőrét arra használja, hogy hangyákat piszkáljon ki vele, valamint ganajtúró bogarakat, lárvákat, vagy egyéb gerinctelen állatokat ásson ki. Jellemzően a talajt 2-3 centiméteres mélységben bolygatja meg azokon a részeken, ahol kötöttebb talajok vannak, ám lazább szerkezetű talajoknál akár 10-20 centiméter mélyre is képes leásni ennivaló után kutatva.
Azokon a területeken, ahol a havasi csókákkal osztozik életterén, ott viszonylag kis verseny zajlik e két madárfaj közt az élelemért. Egy olasz tanulmány kimutatta, hogy a havasi varjak főleg a tyúktaréj hagymáit fogyasztják, míg a havasi csókák különféle bogyókat és csipkebogyókat fogyasztanak. Júniusban a havasi varjak lepkék hernyóival táplálkoznak, miközben a havasi csókák lószúnyogok bábjait fogyasztják. A nyár későbbi részében a havasi csókák főleg szöcskéket fogyasztanak, amikor is a havasi varjak áttérnek a lószúnyogok bábjaira, legyek lárváira és különböző bogarak fogyasztására. Mindkét madárfaj egyedei szoktak elrejteni táplálékot repedésekbe, kövek alá, a szűkösebb időkre.

### Szaporodása
A havasi varjú hároméves korban válik ivaréretté és átlagosan évente mindössze egyetlen fészekaljat nevel fel, ugyanakkor a nagyobb egyedszámmal bíró csapatainál magasabb korban kezd el költeni. A pár hűségesen együtt marad egész életükön át és fészkelőhelyükhöz is hűen ragaszkodnak. Terjedelmes fészküket gyökerekből, csarabok elszáradt növényi részeiből, vagy egyéb növényekből készítik el, melyet gyapjúval vagy szőrrel bélelnek ki, példának okáért a Himalája vidékén a sörényes tahr szőrét használják fel. A fészket barlangokba, sziklák repedéseibe, vagy védett hasadékaiba építik sziklafalak oromzatán. A puhább homokkőbe gyakran majdnem egy méter mély üregeket vájnak. Régi, elhagyatott épületeket is használhatnak fészeképítésük helyéül, valamint Tibetben napjainkban is használt kolostorok épületeit is igénybe vehetik fészeképítés céljából, valamint Mongólia fővárosában Ulánbátorban modern épületeken is raknak fészket. A havasi varjak fészkelhetnek továbbá kőbányákban, bányák aknáiban olyan helyeken, ahol ez elérhető számukra.

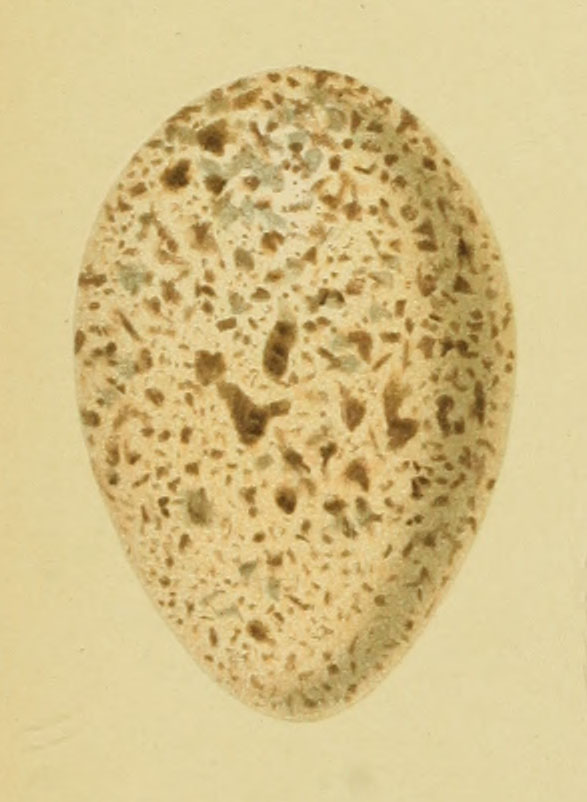
Tojása

A tojók három-öt tojást tojnak, melyek átlagosan 3,9 × 2,8 centiméter méretűek és 15,7 gramm súlyúak, melynek mintegy 6 százalékát a héj teszi ki. Krém alapszínű tojásaik a barna számtalan árnyalatával pöttyözöttek A tojások mérete nőstényenként eltérhet, ugyanakkor független a fészek helyétől, vagy a fészekalj méretétől. A tojók 17-18 napig kotlanak a tojásokon, mielőtt a fiókák kikelnének és a hímek táplálják őket a fészek mellől. A tojó a kikelt fiókákat további tíz napig melengeti, majd ezt követően mindkét szülő részt vesz azok táplálásában. A fiókák 31-41 nappal kikelésük után tollasodnak meg.
A fiatal egyedeknek 43 százalék esélyük van az első életévük túlélésére, miközben a felnőttek átlagos túlélési aránya nyolcvan százalék. A havasi varjak átlagosan hét évig élnek, ugyanakkor feljegyeztek már 17 éves példányt is. A hőmérséklet és az esőzések, melyek megelőzik a költési időszakot, összefüggenek azzal, hogy a fiatal egyedek közül hány éli meg tollazatának kifejlődését. Azon fiókák, melyek megfelelő körülmények közt töltik a kikelésük és kirepülésük közti időszakot, azok jóval nagyobb eséllyel élik túl életük ezen korai szakaszát és hosszabb ideig képesek a költésre életük során, mint azok az egyedek, amelyek rossz környezeti körülmények közt nőnek fel.

### Természetes ellenségei
A havasi varjakra vándorsólymok, uhuk és szirti sasok vadásznak, míg a fészkeiket hollók támadják meg zsákmány után kutatva. Spanyolország északi részén a havasi varjak szívesen fészkelnek fehérkarmú vércsék fészkeinek közelében. Ez a kis méretű rovarevő vércsefaj jobban fel tudja mérni, ha ragadozó bukkan fel a környéken és jóval erőszakosabban védi meg területét, mint a varjúfélék. Felmérések bizonyították, hogy azon havasi varjak költési sikere magasabb, amelyek a fehérkarmú vércsék közelében költenek és kisebb a sikertelen költések aránya is (a sikertelen költés 16 százalék a vércsék közelében költő havasi varjak esetében, míg a sikertelenség 65 százalékos a másutt költő egyedek esetében).
A havasi varjaknak legfőképpen a pettyes kakukkok a fészekparazitái, bár ezen élősködő madárfaj elsődlegesen a szarkák fészkeibe rejti el tojásait.
A havasi varjak vérében időnként megtalálható a plasmodium vérparazita, ugyanakkor egy spanyolországi tanulmány kimutatta, hogy csak kevesebb mint az egyedek egy százaléka fertőzött ezen élősködővel és nem valószínű, hogy hatással lennének ezen paraziták e madarak élettartamára és veszélyt jelentenének a madárfaj megőrzése szempontjából. Az élősködőkkel való fertőzöttség ilyen alacsony szintje az egyedek között ellentétet képez a verébalakúak közé tartozó más madárfajok fertőzöttségének szintjével. Példának okáért Oroszországban egy tanulmány kimutatta, hogy a rigófélék közé tartozó fenyőrigók, szőlőrigók és énekes rigók majdnem minden egyede fertőzött valamilyen vérparazitával, részben a Haemoproteus, részben pedig a Trypanosoma nemzetségbe tartozókkal.
A havasi varjakat atkák is megtámadhatják, főleg a Gabucinia delibata, melyeket a fiatal egyedek is összeszednek, miután az első vedlésük megtörtént és időközben a közös alvóhelyeket kezdték el használni. A tollazatban megtelepedő atkák gyakoribb tisztálkodásra, valamint az élősködők gyakrabban végzett felkutatására ösztönzik a madarakat, valamint többet napfürdőznek és hangyákat is gyakrabban raknak tollaik közé, mivel a hangyasav és a gyakori tisztálkodás elriasztja e kártevőket.

## Védettsége
A havasi varjaknak kiterjedt élőhelye van, mely mintegy 10 millió négyzetkilométert foglal magába. Az európai populációt 86 000 és 220 000 költő példány közé teszik a szakemberek. Európában él a havasi varjak teljes állományának 25-49 százaléka. A globális populáció mintegy 263 000 és 1 320 000 egyed közé tehető. Nagy egyedszáma és jelentős elterjedési területe miatt a Természetvédelmi Világszövetség a nem veszélyeztetett fajok közé sorolja.
Ugyanakkor az Európában élő egyedek létszáma a hagyományos legeltetéses állattartás visszaszorulása, a madarak zavarása, üldözése miatt csökkenésnek indult és korábban összefüggő élőhelyük széttagolódott, ám Franciaországban, Nagy-Britanniában és Írországban állományuk létszáma stabilizálódott. Európában mintegy 12 265 és 17 370 pár közé teszik a párok számát. Spanyolországban e madárfaj továbbra is elterjedtnek számít. Mióta a kontinens többi részén élőhelyük széttöredezett és elszigetelődött egymástól, azóta a „sérülékeny” kategóriába teszik a havasi varjak európai állományát.
Spanyolországban a havasi varjak az utóbbi időben növelték elterjedési területüket, többek közt úgy, hogy régi épületeken is építenek fészket. Az újabban meghódított területeken élő költőpárok száma az országban mintegy 1175 pár, melyek 9716 négyzetkilométerrel növelték az elterjedési terület kiterjedését. Az újonnan meghódított élőhelyek többnyire a korábban elfoglalt hegyvidéki élőhelyek közelében fekszenek. Ugyanakkor a régi épületeken fészkelő állományra veszélyt jelent az emberek jelenlétének zavaró hatása, valamint a régi épületek lebontása. Mind a havasi varjak, mind pedig a havasi csókák maradványait megtalálták a Kanári-szigeteken. A havasi csókák helyi kipusztulása, valamint a havasi varjak elterjedési területének lecsökkenése a szigeteken valószínűleg az éghajlat megváltozásával és az emberi tevékenységgel hozható összefüggésbe.
Cornwall területére 2001-ben érkezett egy kisebb csoportnyi havasi varjú, melyek a következő évben már fészket raktak. 1947 óta ez volt az első angliai költés és azóta is minden egyes évben valamivel kijjebb tolódik a havasi varjak elterjedési területe Angliában.
Jersey területén a Durrell Wildlife Conservation Trust a helyi parlamenttel, (States of Jersey), valamint a National Trust for Jersey segítségével 2010-ben egy külön munkafolyamatot kezdett annak érdekében, hogy sikerüljön visszatelepíteni azon korábban őshonos állatfajokat, melyek helyben kihaltak. A havasi varjakat, melyek már 1900 környéke óta nem élnek e vidéken, tekintették e feladat egyik zászlóshajójának. A Durrell Wildlife Conservation Trust két pár havasi varjút kapott a cornwalli Paradise Park állatkerttől, melyekkel sikeres költési programot hoztak létre. 2012-ben a Durrell Wildlife Park területének középső részén fekvő völgyben már szabadon éltek havasi varjak. A természetvédők a terület további elfoglalására számítanak a következő években Jersey partjai mentén.
Magyarországon védett, természetvédelmi értéke 25 000 Ft.

## A havasi varjak a kultúrában
A görög mitológiában a havasi varjak, vagy ismert nevükön a tengeri varjak Kronosz titánnak voltak szentelve és Kalüpszó "áldott szigetén" laktak, ahol A legszélesebb szárnyú madarak kúriái vannak/A varjú, a sirály és a bőbeszédű varjú.
Cornwall története régóta összefonódott a havasi varjakkal, ezért e madár ábrázolása fel is tűnik a cornwalli címeren. A helyi legenda szerint Artúr király nem hunyt el utolsó ütközetét követően, hanem lelke átköltözött a havasi varjú testébe és a madár vörös lába és csőre az utolsó csatában kiontott vértől ilyen színű, ezért e madarak megölése szerencsétlenséget hoz. Egy másik legenda úgy tartja, hogy miután az utolsó havasi varjú is útnak indul Cornwallból, majd ismét megjelenik, mint ahogyan az 2001-ben meg is történt, az Artúr király visszatérését fogja jelenteni.
Egészen a 18. századig a havasi varjakat összefüggésbe hozták a gyújtogatással.
A 14. század végén Thomas Becket Canterbury érseke címerében három havasi varjút ábrázoltak ezüst mezőben. A címerpajzs szimbolikája nem teljesen tisztázott. Egy legenda szerint egy havasi varjú beszökött a székesegyházba az érsek kivégzésekor, míg egy másik feltevés szerint a címer úgy nevezett beszélő címer, mely Becket nevére utal. Ez utóbbi feltételezést azonban nehéz ellenőrizni, ugyanakkor a beckit szóra, mint a varjú szinonimájára a 19. századnál korábban nem maradt fenn bizonyíték. Ettől függetlenül a heraldikában a havasi varjú továbbra is Thomas Becketet szimbolizálja, és Canterbury városában számos intézmény és személy címerében felbukkan.
Bhután, Gambia, Man-sziget, Türkmenisztán és az egykori Jugoszlávia postai bélyegein is feltűnik a havasi varjú ábrázolása.